# Paramachaerium
Genre
Paramachaerium est un genre de plantes à fleurs dicotylédones de la famille des Fabaceae, sous-famille des Faboideae, originaire d'Amérique centrale et d'Amérique du Sud, qui comprend cinq espèces acceptées.

## Liste d'espèces
Selon The Plant List (26 novembre 2018) :
- Paramachaerium gruberi Brizicky
- Paramachaerium krukovii Rudd
- Paramachaerium ormosioides (Ducke) Ducke
- Paramachaerium schomburgkii (Benth.) Ducke
- Paramachaerium schunkei Rudd